# Drydenius
Drydenius è un genere estinto di pesci ossei marini appartenenti agli attinotterigi, vissuto nel Carbonifero inferiore e medio (circa 330–310 milioni di anni fa); i suoi resti fossili sono stati ritrovati in Scozia, Inghilterra e Galles. È stato a lungo assegnato all'ordine, probabilmente parafiletico, dei Palaeonisciformes.

## Descrizione
Drydenius era caratterizzato da un corpo fusiforme, lungo fino a 13 cm. La pinna dorsale era posta in corrispondenza dello spazio tra le pinne pelviche e la pinna anale. Entrambe le pinne dorsale e anale erano triangolari, con la pinna anale più piccola. La pinna caudale era eterocerca e profondamente incisa, con lobi diseguali.
Le pinne pelviche e pettorali presentavano meno di dieci raggi. Tutte le pinne avevano un numero ridotto di raggi articolati e biforcati distalmente, con piccole frange di fulcri sul margine anteriore. Il sospensorio era quasi verticale.
La dentatura era robusta, con denti singoli e ravvicinati sia su mascella che dentale. I denti erano presenti anche nella serie coronoidea in più file. Le scaglie erano molto grandi rispetto alle dimensioni del corpo, più profonde che larghe sui fianchi, con rare striature ornamentali e una superficie punteggiata.
Un tratto distintivo di Drydenius era la conformazione della mascella, che tendeva ad avvolgere i denti, inglobandoli parzialmente alla base; un'evoluzione più accentuata si osserva nel genere Paramblypterus, dove la mascella circonda completamente i denti, eccetto le punte distali.

## Classificazione
Il genere Drydenius fu istituito da Ramsay H. Traquair nel 1890 e include due specie: Drydenius molyneuxi (Traquair, 1888), rinvenuta in terreni risalenti al Bashkiriano superiore (Westfaliano) in Inghilterra e Galles, precedentemente assegnata al genere Gonatodus, e Drydenius insignis Traquair, 1890, proveniente dal Serpukhoviano della Scozia, nella Limestone Coal Formation.
Classicamente attribuito al grande gruppo eterogeneo e parafiletico dei Palaeonisciformes all'interno della famiglia Gonatodontidae, Drydenius è considerato attualmente un attinotterigio di incerta classificazione, forse affine a Gonatodus o Amblypterus.